# 福島朝鮮初中級学校
福島朝鮮初中級学校（ふくしまちょうせんしょちゅうきゅうがっこう、후꾸시마조선초중급학교）は、福島県郡山市に存在した朝鮮学校である。
日本の小学校・中学校に相当する教育を行っていたが非一条校のため各種学校である。
2022年の福島県の『令和４年度当初予算の概要』には記載されていないので、2021年度末で休校したと推測され、2023年時点に実際に休校したことが確認された。

## 沿革
- 1971年 開校

## 学科
- 中級部
- 初級部

## 出身者
リセ(Ladies' Code)

## 生徒数
- 2014年8月の時点で15人[3]
- 2020/2021の時点で2人[4]

## 福島第一原発事故の影響
- 2011年3月11日の東日本大震災による福島第一原子力発電所の事故により、児童生徒の安全を考慮して、一時的に新潟朝鮮初中級学校へ避難を行った。その間、父母らの手で校庭等の除染作業が行われ、2012年度より通常どおり開校される予定である。

## 所在地
- 〒963-1151 福島県郡山市田村町金沢字豆田94-1